# Магдалиновка (Акмолинская область)
Магдали́новка (каз. Магдалиновка) — село в Атбасарском районе Акмолинской области Казахстана. Входит в состав Ярославского сельского округа. Код КАТО — 113867400.

## География
Село расположено на берегу реки Ишим, в центральной части района, на расстоянии примерно 13 километров (по прямой) к югу от административного центра района — города Атбасар, в 3 километрах к западу от административного центра сельского округа — села Тимашевка.
Абсолютная высота — 279 метров над уровнем моря.
Ближайшие населённые пункты: село Тимашевка — на востоке, село Ащиколь — на западе, село Хрящевка — на юго-западе.
Западнее села проходит автодорога областного значения — КС-7 «Сочинское — Атбасар».

## Население
В 1989 году население села составляло 302 человек (из них немцы — 35 %).
В 1999 году население села составляло 299 человек (156 мужчин и 143 женщины). По данным переписи 2009 года, в селе проживало 240 человек (129 мужчин и 111 женщин).
| Численность населения | Численность населения | Численность населения |
| 1989                  | 1999                  | 2009                  |
| --------------------- | --------------------- | --------------------- |
| 302                   | ↘299                  | ↘240                  |

## Улицы
- ул. Бирлик
- ул. Орталык